# 马渡关镇
马渡乡，是中华人民共和国四川省达州市宣汉县下辖的一个乡镇级行政单位。2020年6月，撤销庆云乡、隘口乡，将原庆云乡和原隘口乡所属行政区域划归马渡关镇管辖。

## 行政区划
马渡乡下辖以下地区：
石林社区、浪洋村、百丈村、鱼池村、凉村、山顶村和长滩村。